# Perspectivas religiosas sobre la masturbación
Entre las religiones del mundo, las perspectivas sobre la masturbación varían ampliamente. Mientras que algunas religiones la ven como una práctica espiritualmente nociva, no es así para otras, y otras más asumen una perspectiva situacional. Entre estas últimas religiones, algunas consideran a la masturbación permisible en tanto se use como un medio para el autocontrol sexual o como parte de una autoexploración saludable, pero la rechazan si se hace por los motivos equivocados o como una adicción. 

Según el teólogo Björn Krondorfer, de la Universidad del Norte de Arizona, «el sexo autoerótico empezó a ser concebible como una entidad distinta entre los pecados sexuales solo con la aparición del yo autónomo». Cita a Laqueur, escribiendo que: 
«Solo después de la revolución freudiana ... ocurrió un cambio cultural. La masturbación fue a partir de entonces valorada como una actividad placentera adulta y no patológica. A partir de la década de 1950, ganando energía con el feminismo de la década de 1960 y principios de la de 1970, con las subsiguientes guerras del sexo y con el movimiento gay mundial del último cuarto de siglo, se convertiría en una arena de política sexual y para el arte a lo largo de un amplio espectro de la sociedad. ... Debido a este cambio cultural a través del espectro, se hicieron posibles incluso reevaluaciones teológicas sobre la masturbación como una práctica sexual positiva, si bien son, hay que admitirlo, raras».
Un artículo de 2016 publicado en la revista de divulgación Psychology Today afirmó que cuanto más religiosas son las personas, más probable es que restrinjan sus fantasías sexuales, que tengan menos parejas sexuales, que usen menos pornografía y que expresen una mayor desaprobación hacia el uso de juguetes sexuales.

## Religiones abrahámicas

### Estudios bíblicos
La historia bíblica de Onán (Génesis 38) es vinculada tradicionalmente como una referencia a la masturbación (de ahí el nombre popular de «onanismo») y a su condena, si bien el acto sexual descrito en esta historia es de hecho el coitus interruptus y no la masturbación. No hay ninguna afirmación explícita en la Biblia acerca de que la masturbación sea pecaminosa.
Sin embargo se menciona a la fornicación como un pecado hacia su propio cuerpo. “Huid de la fornicación. Cualquier otro pecado que el hombre cometa, está fuera del cuerpo; mas el que fornica, contra su propio cuerpo peca. ¿O ignoráis que vuestro cuerpo es templo del Espíritu Santo, el cual está en vosotros, el cual tenéis de Dios, y que no sois vuestros?“
1 Corintios 6:18-19
Cómo podemos ver en este versículo se menciona al cuerpo como el templo del Espíritu Santo, por lo tanto es un pecado fornicar contra su propio cuerpo.
De acuerdo con James Nelson, hay tres aproximaciones interpretativas sobre las razones por las que se condena el acto de Onán: la historia de Onán refleja el firme acento «procreador» de la interpretación hebrea en relación con la sexualidad, una constante de la «mente precientífica» a considerar que los niños están contenidos dentro del esperma de la misma manera que una planta está contenida en su semilla, y que en la tradición judeocristiana tanto la masturbación como los actos homosexuales entre hombres han sido condenados de manera más energica que cuando estos mismos actos son llevados a cabo por mujeres.
La académica judaica Ilona N. Rashkow afirma que: «es cuestionable el si la masturbación es considerada una categoría de actividad sexual 'negativa' en la biblia hebrea» y que el pasaje en Levítico 15:16 «se refiere a la eyaculación más que a sus circunstancias». Los autores cristianos Jones y Jones comparten la perspectiva bíblica del también cristiano James R. Johnson sobre la masturbación, según la cual: «una experiencia sexual solitaria, sea un sueño húmedo o masturbación, [es tratada] como un asunto puramente ceremonial de limpieza y no como un asunto moral». Señalan que: «Johnson sugiere que Levítico 15: 16-18 debería establecer las pautas acerca de cómo se aborda la masturbación. Los versículos 16 y 17 dicen que cuando un hombre tiene una secreción de semen debe lavarse y mantenerse ceremonialmente impuro hasta el anochecer. El versículo 18 continúa diciendo que las mismas reglas de limpieza aplican si un hombre y una mujer tienen relaciones sexuales. Al mencionar el coito por separado, este pasaje implica ciertamente que la emisión de semen mencionada en los versículos 16 y 17 ocurrió individualmente para el hombre. El pasaje puede referirse a una emisión nocturna o sueño húmedo, y no a la masturbación, pero no es específico. Johnson sugiere que este pasaje del Levítico es significativo por tratar una experiencia sexual solitaria, sea sueño húmedo o masturbación, como una cuestión puramente de limpieza ceremonial y no como un asunto de moralidad. El pasaje tampoco parece desaprobar más la experiencia solitaria que el coito. En tanto los cristianos contemporáneos comúnmente consideran que la ley ceremonial del Antiguo Testamento ya no es válida, este autor sugiere que la masturbación no es en sí misma una preocupación moral desde una perspectiva bíblica, como tampoco es ya una preocupación ceremonial».
Respecto al asunto de lo que la biblia dice o no realmente, T. J. Wray argumenta que: «Volviendo a la lista de tabúes sexuales en el Levítico, curiosamente ausente en la lista está cualquier mención a la masturbación». En su discusión de Génesis 38 y Levítico 15 concluye: «Sin embargo, nada de esto representa una condena clara a la masturbación».
Asimismo, Carl L. Jech afirma que «la masturbación nunca se menciona en la Biblia», y M. K. Malan y Vern Bullough afirman que «en ninguna parte de la Biblia aparece una clara referencia indiscutible a la masturbación» y que «la masturbación no se menciona ni en la Biblia ni en el Libro de Mormón».
Según The Oxford Handbook of Theology, Sexuality, and Gender, algunos académicos sugieren que la palabra 'mano' en Mateo 5: 29-30, Marcos 9: 42-48 y Mateo 18: 6-9 podría implicar masturbación, como ocurre en la Mishná (m. Nid. 2.1 ). : 204 Con respecto a tales pasajes bíblicos, The Oxford Encyclopedia of the Bible and Gender Studies describe la perspectiva de Will Deming: «Pecar con el ojo, la mano o el pie puede provenir de una tradición de advertencias formulaicas en contra de lanzar miradas lujuriosas (el ojo), la masturbación (la mano) y el adulterio (en tanto 'pie' sería un eufemismo hebreo para referirse a los genitales)». Deming sostiene que, además del ojo, «la mano juega también un papel importante en la lujuria por medio de la masturbación».

### Cristianismo
Las iglesias cristianas tienen perspectivas diferentes respecto a la masturbación. En la actualidad, los católicos (incluyendo a los católicos orientales), ortodoxos y algunos protestantes consideran que la masturbación es un pecado. En contraste, muchas iglesias protestantes en el norte y occidente de Europa y algunas iglesias protestantes en América del Norte, Australia y Nueva Zelanda no ven a la masturbación como tal.[cita requerida]

#### Iglesia primitiva
El padre de la Iglesia griega egipcia Clemente de Alejandría (c. 150 - c. 215) escribe en su Paedagogus, o El pedagogo que:
En tanto fue instituida por Dios para la propagación del hombre, la simiente no debe ser eyaculada en vano, ni debe ser dañada o desperdiciada.
Académicos como Raj Bhala o Kathryn M. Kueny arguyen que la declaración de Clemente incluye tanto al coitus interruptus como a la masturbación entre los actos que causan «daño a la naturaleza». Según Kueny, esto incluye también «el uso de pociones espermicidas». John G. Younger ha escrito que Clemente habla de la masturbación, así como de «mujeres masculinas y hombres afeminados» en su Paedagogus, haciendo mención a que violar la naturaleza significa «tener sexo con cualquier otro propósito distinto al de tener hijos».
Sin embargo, el teólogo moral católico disidente Charles E. Curran afirmó que «los padres de la Iglesia se mantienten prácticamente en silencio respecto a la simple cuestión de la masturbación». Autores como James A. Brundage (tal y como es descrito por Arthur J. Mielke) han señalado que «los asuntos de la masturbación y la fantasía sexual no fueron importantes para autores paganos o cristianos sino hasta los siglos IV o V» (coincidiendo con el surgimiento del monasticismo). No obstante, Brundage mismo afirma en su libro que aquellos autores no le habían «prestado mucha atención a estos asuntos», y «solo le prestaron escasa atención a la masturbación y las prácticas homosexuales», sin afirmar que no hayan sido importantes.
El académico católico Giovanni Cappelli, hizo un estudio sobre el problema de la masturbación durante el primer milenio. Entre sus conclusiones se encuentranː (1) Que en ninguna parte del Antiguo o Nuevo Testamento hay un tratamiento explícito sobre el tema de la masturbación. (2) Cappelli no encuentra en los escritos de los padres apostólicos mención alguna de la masturbación. (3) Las primeras referencias explícitos respecto a la masturbación se encuentran los «penitenciales» anglosajones y celtas del siglo VI, donde el asunto es tratado en una forma práctica y jurídica. (4) Que sería incorrecto interpretar el silencio de los Padres sobre la masturbación como una aprobación tácita de ella, o como una virtual indiferencia. James A. Brundage tiene una perspectiva discrepante respecto al cuarto punto, considerando que ni los autores paganos ni los autores cristianos tempranos le prestaron mucha atención a estos asuntos por «aparentemente considerarlos triviales».
Thomas Laqueur concuerda, comentando que «Al mundo antiguo le preocupaba poco el asunto; era un lugar recóndito dentro de las enseñanzas judías y cristianas sobre la sexualidad. De hecho, el sexo en solitario como un problema moral serio puede fecharse con una precisión poco común en la historia cultural: la publicación del tratado anónimo Onania hacia 1722». Por tanto, para Laqueur, es una creación de la Ilustración, de algunas de sus figuras más importantes y de los cambios más profundos que desató. De acuerdo con Laqueur, fue inicialmente una preocupación moderna, no de los conservadores, sino de los progresistas, y por tanto fue «la primera sexualidad verdaderamente democrática que podía ser de interés ético tanto para las mujeres como para los hombres, para los niños y niñas tanto como para sus mayores». Esto porque Laqueur afirma que la masturbación «solo puede llamarse como tal cuando el 'yo' emergió como un ser autónomo».
Giovanni Cappelli, citado por James F. Keenan, sostiene que a medida que se desarrollaron las comunidades monásticas, la vida sexual de los monjes se convirtió en objeto de escrutinio por parte de dos teólogos, Juan Casiano (365-433) y Cesáreo de Arlés (470-543), quienes comentaron sobre los «vicios» de la vida 'solitaria'. Cappelli afirma que «sus preocupaciones no eran respecto al acto de la masturbación, sino respecto a los monjes que hacían votos de castidad. Los votos de los monjes convertían a la masturbación en un acto ilícito, mientras que el acto en sí no era considerado pecaminoso». Keenan añade que: «De hecho, como observan Cappelli, Louis Crompton y James Brundage, antes de Casiano la masturbación no era considerada una ofensa sexual para nadie».
Según Brundage, para Casiano «la masturbación y la polución nocturna [eran] temas centrales sobre la moral sexual y les dedicó mucha atención a ambos temas». Casiano considera a la «polución nocturna» como un problema muy importante, en tanto es una indicación de «lujuria carnal» y considera que si un monje aún no la ha superado, «su vida religiosa y su salvación bien pueden estar en riesgo». En sus Colaciones, Casiano usa la palabra «impureza» (immunditia, como se escribe en Colosenses 3:5) como un sustituto igual tanto para la masturbación como las poluciones nocturnas, y obviamente considera a la masturbación una forma inaceptable de «descarga sexual». En el De institutis coenobiorum, hace particular hincapié en «el pecado de la fornicación, que incluye a la masturbación y las fantasías sexuales». Para Brundage, Cesáreo de Arlés tiene una perspectiva similar a la de Casiano. En sus Sermones, Cesáreo considera «cualquier anhelo sexual, por no hablar de la autoestimulación deliberada, como un pecado serio y lo coloca al mismo nivel que el adulterio o la indulgencia sexual excesiva entre personas casadas».
Se sabe que, antes del siglo VI, las enseñanzas de la Iglesia acerca de la masturbación y otras muchas cuestiones morales eran incoherentes. Según investigadores católicos tales como Bernard Hoose o Mark Jordan afirmar que hay una enseñanza continua de la Iglesia sobre cuestiones de sexualidad, vida y muerte o crimen y castigo simplemente no es cierto. Según estos autores, no solo había «inconsistencia, contradicción e incluso incoherencia» en las doctrinas de la Iglesia, sino que la tradición misma «no es la garantía de la verdad de ninguna enseñanza en particular».

#### Iglesia ortodoxa
La Iglesia ortodoxa interpreta a la sexualidad como un don de Dios que encuentra su realización en la relación conyugal, de manera que el mal uso del don de la sexualidad humana se considera pecaminoso. Puesto que el acto de la masturbación es autodirigido y es por definición incapaz de expresar amor o preocupación hacia otra persona, se le ve como una distorsión del uso del don de la sexualidad. Esto es particularmente evidente en aquellos casos en que la masturbación se convierte en una adicción. En el mejor de los casos, se considera que la práctica del auto-placer no honra el propósito del don de la sexualidad dado por Dios.
Los pecados sexuales de la fornicación, el adulterio y la masturbación, así como el odio, los celos, la embriaguez y otros pecados similares, son considerados pecados del corazón tanto como carnales. Se cre que alejarse del pecado sexual es alejarse de la autocomplacencia por el propósito de la autogratificación. En lugar de enfocarse en los deseos carnales, el cristiano ortodoxo se enfoca en el Espíritu Santo, cuyos frutos se cree que son el amor, el gozo, la paz, la paciencia, la amabilidad, la bondad, fidelidad, la mansedumbre y el autocontrol.

Comentando sobre los gnósticos egipcios en relación con la experiencia previa que tuvo con ellos, Epifanio de Salamina (310/320 - 403), Padre de la Iglesia Bizantina y Doctor de la Iglesia, afirma en su Panarion (Botiquín):
Practican actos genitales, pero impiden la concepción de hijos. No para producir descendencia, sino para satisfacer su lujuria, están ansiosos por la corrupción.
John T. Noonan Jr. afirmó que los gnósticos tal y como los describió Epifanio practicaban «actos sexuales no procreativos» como un aspecto central en sus rituales religiosos. Epifanio llama a estas prácticas, entre las que estaban el coitus interruptus, la masturbación y los actos homosexuales, «ritos y ceremonias del diablo».Shenute (348-466), otro bizantino que es considerado santo en la ortodoxia oriental, ve a la masturbación como una «mala conducta» sexual y como una «actividad sexual totalmente ilícita».

#### Ortodoxia oriental
La Iglesia copta ortodoxa ve a la masturbación como pecado en tanto se le considera como una «forma de placer sexual fuera del diseño de Dios».

#### Catolicismo
En el Catecismo de la Iglesia Católica, la Iglesia Católica enseña que:
Por masturbación se ha de entender la excitación voluntaria de los órganos genitales a fin de obtener un placer venéreo. “Tanto el Magisterio de la Iglesia, de acuerdo con una tradición constante, como el sentido moral de los fieles, han afirmado sin ninguna duda que la masturbación es un acto intrínseca y gravemente desordenado”. “El uso deliberado de la facultad sexual fuera de las relaciones conyugales normales contradice a su finalidad, sea cual fuere el motivo que lo determine”. Así, el goce sexual es buscado aquí al margen de “la relación sexual requerida por el orden moral; aquella relación que realiza el sentido íntegro de la mutua entrega y de la procreación humana en el contexto de un amor verdadero.”

Para emitir un juicio justo acerca de la responsabilidad moral de los sujetos y para orientar la acción pastoral, ha de tenerse en cuenta la inmadurez afectiva, la fuerza de los hábitos contraídos, el estado de angustia u otros factores psíquicos o sociales que pueden atenuar o  tal vez reducir al mínimo la culpabilidad moral.
Si bien «se dice que la psicología y la sociología demuestran que [la masturbación] se trata de un fenómeno normal de la evolución de la sexualidad, sobre todo en los adolescentes», esto no cambia el hecho de que «es un acto intrínseca y gravemente desordenado» y que «el uso deliberado de la facultad sexual fuera de las relaciones conyugales normales se opone esencialmente a su finalidad, sea cual fuere el motivo que lo determine. Le falta, en efecto, la relación sexual requerida por el orden moral; aquella relación que realiza el sentido íntegro de la mutua entrega y de la procreación humana en el contexto de un amor verdadero».
Esto se debe a que el uso deliberado de la facultad sexual por fuera del matrimonio es, según las enseñanzas de la Iglesia, contrario a su propósito principal, que es la procreación y la unificación de marido y mujer dentro del sacramento del matrimonio. Además, la Iglesia enseña que todas las demás actividades sexuales, incluyendo la masturbación, los actos homosexuales, los actos de sodomía, toda relación sexual por fuera del matrimonio o antes del matrimonio (fornicación) y el uso de cualquier forma de anticoncepción o control de la natalidad, son trastornos graves, en tanto frustran el orden natural, el propósito y los fines de la sexualidad. A la hora de hacer un juicio equitativo sobre la responsabilidad moral de los sujetos y para orientar la acción pastoral, es necesario tener en cuenta la inmadurez afectiva, la fuerza del hábito adquirido, las condiciones de ansiedad u otros factores psicológicos o sociales que aminoran, si no es que reducen a un mínimo, la culpabilidad moral.
Otros documentos que describen la condena oficial de la Iglesia católica sobre la masturbación incluyen, entre otros: la carta Ad splendidum nitentis (1054) de León IX, el decreto del Santo Oficio de fecha 2 de marzo de 1679, la Allocutio de Pío XII (8 de octubre de 1953), y la Acta Apostolicae Sedis 48, del 19 de mayo de 1956.
Académicos como Robert Baker o Simon Lienyueh Wei creen que Agustín de Hipona (354–430) consideraba la masturbación como un pecado. Según Merry E. Wiesner-Hanks y Carly Daniel-Hughes, San Agustín condenaba todas las actividades sexuales contrarias a la procreación, incluyendo los actos homosexuales y la masturbación, o «placer solitario». Carly afirma que Agustín también consideraba la «masturbación mutua» como «relaciones sexuales antinaturales» con base en Romanos 1.Isidoro de Sevilla, otro padre de la Iglesia latina y doctor de la Iglesia, consideraba la masturbación como un hábito «afeminado», aunque los escritores penitenciales antiguos no parecen estar particularmente de acuerdo con él. En sus Etymologiae (c. 600-625), Isidoro afirma que con la masturbación un hombre deshonra «el vigor de su sexo con su cuerpo lánguido».
Para Simon Lienyueh Wei, como lo citan algunos académicos, tanto Juan Casiano como Agustín de Hipona sostienen que es pecado si la eyaculación es el resultado de «un encuentro lujurioso o un recuerdo placentero»; de lo contrario, es considerada como «una función física».
Según Aurélie Godefroy la masturbación no siempre ha sido percibida como un «pecado mortal» clasificado como desviación sexual.
Mark W. Elliott afirma que el Papa Gregorio I (c. 540 - 604), comúnmente conocido como Gregorio Magno, Padre y Doctor de la Iglesia, utilizó el Levítico 15, que habla de la profanación ritual, para afirmar que «brinda reglas para todos en la comunidad de la iglesia al referirse a la eyaculación como aquella que ocurre en las relaciones sexuales en lugar de la interpretación monástica previa de 'eyaculación nocturna'... Sin embargo, sí especifica que las eyaculaciones nocturnas, siempre y cuando sean causadas por superfluidad natural o por enfermedad, no son problemáticas para la santidad, pero donde haya consentimiento (es decir, en la masturbación) son problemáticas». Haciendo un paralelo entre la menstruación femenina y «la pérdida involuntaria de semen», Gregorio declara que las «superfluidades naturales» no impiden ni a los laicos ni al el clero participar de la Eucaristía.
El canon 8 del Sínodo de Victoria del siglo VI impone penitencias para «quien [tenga relaciones] entre los muslos, de [tres] años. Sin embargo, si es por la propia mano o por la mano de otro, dos años». Aquellos actos se refieren a la «masturbación mutua» y la «fornicación femoral». Otro conjunto temprano de reglas que también prescribe penitencias para la masturbación son los Extractos del Libro de San David  y los Cánones de Juan el Ayunador. Posteriormente, muchos penitenciales tempranos, como el Penitencial de Finnian, el Penitencial de Columbano, el Penitencial de Cummean, el Paenitentiale Theodori, el Paenitentiale Bedae, y los dos «sínodos de San Patricio», imponen penitencias con diferentes niveles de severidad para la masturbación (solitaria o en compañía) a monjes y laicos. : 299 
Entre los siglos VI y XI hay más referencias a la masturbación en los penitenciales, pero es considerada con mucha mayor indulgencia que los otros pecados carnales. En el penitencial escrito por el arzobispo Teodoro de Tarso (siglo VII), por ejemplo, «la penitencia es de siete días para el clérigo que derrame su simiente sin tocarse a sí mismo, hasta cincuenta días para el que voluntariamente se masturbe en una iglesia. Cincuenta días puede parecer mucho, pero es muy poco cuando sabes que, al mismo tiempo, un joven que toque a una mujer virgen recibe un año entero».
Tras el final del primer milenio, más teólogos empezaron a condenar la masturbación de manera cada vez más estridente. Pedro Damián, un doctor de la Iglesia Católica, en su Libro de Gomorra dirigido al Papa León IX, escribió que la masturbación es el grado más bajo de pecado homosexual. Si no se controla, puede «ascender en grados» hasta «que dos hombres se acaricien mutuamente las partes masculinas» (masturbación mutua), lo que lo puede llevar a uno a «fornicar entre los muslos» (coito femoral) «o incluso en el trasero» (coito anal).Tomás de Aquino, el popular doctor de la Iglesia, escribe que la masturbación es un «vicio contra la naturaleza», que es una especie de lujuria como la bestialidad, la sodomía y la pederastia, y que «al procurar la  polución [es decir, la eyaculación fuera del coito] sin cópula,  por  puro placer,  ... constituye  el  pecado  de impureza, al  que suele llamarse afeminamiento (en latín, mollitiem, lit. suavidad, falta de virilidad).

El Papa León IX personalmente condenó con mayor claridad la masturbación, y a partir de ese momento se percibió tradicionalmente como un pecado mortal, clasificado como desviación sexual. Con todo, la tolerancia siguió siendo abundante, como señala el historiador François Lebrun: «Es importante notar que [la masturbación] ... es de todos los pecados contra la naturaleza el único que no aparece nunca en la lista de casos reservados, lo que quiere decir, aquellos cuya absolución, en vista de su gravedad, está reservada al obispo exclusivamente. ¿No es prueba el hecho de que era demasiado común el que todo sacerdote tenga la posibilidad de absolverlo inmediatamente sin remitirse a su superior?» 
En el periodo medieval tardío, Juan Gerson escribió un manual de confesión llamado Sobre la confesión de la masturbación. Según la investigadora Chloe Taylor, este manual le indica a los clérigos que «insistan en que los penitentes (varones) admitan el pecado de la masturbación, que ... se consideraba ... [ya para esa época] un pecado aún más grave que el de violar a una monja, el incesto, o los de secuestrar y violar a vírgenes y esposas, por más común y, de hecho, universal (entre los varones) que se supusiera que era el pecado, a juzgar por la incredulidad con que se instruía tratar a quienes negaban la masturbación...»
Taylor continúa señalando que «los teólogos medievales reconocían que al indagar en ... detalle sugestivo y con ... preguntas capciosas, corrían el riesgo de enseñarles comportamientos pecaminosos a penitentes que no eran previamente conscientes de la gama completa de posibilidades sexuales disponibles para ellos. Dedujeron, sin embargo, que valía la pena enseñarle a unos pocos jóvenes penitentes a masturbarse con tal de salvar al número más grande que ya se estaban masturbando sin confesarlo». Taylor comenta que, según el libro de Gerson, «Incluso una vez que el penitente ha admitido su pecado, el sacerdote no debe sentirse satisfecho y debe pedir más detalles... Particularmente notables son las instrucciones de que el sacerdote finja un cierto aire casual, y que se dirija al confesante con un afecto desarmante, llamándolo «amigo» y fingiendo que la masturbación no es ni pecaminosa ni vergonzosa para que el penitente admita hacerlo, insinuando que puede simpatizar con los actos del penitente—«Amigo, vaya si lo creo»—solo para luego dar marcha atrás y condenar el acto como pecaminoso y vergonzoso después de todo».
El laicado no se confesaba regularmente en esa época, pero «para aquellos tales como los ordenados y los escrupulosos que se sometían a frecuentes y rigurosos exámenes confesionales, la obligación de confesar en circunstancias como las que describe Gerson para incluso los pecados más rutinarios y privados como la masturbación llegó a ser causa de ansiedad... La penitencia medieval temprana era solo para pecados graves, pero ahora incluso el más mundano de los pecados podía recibir una atención insoportable».
La Iglesia Católica acusaba a los albigenses de masturbarse, como parte de su campaña propagandística contra ellos.
Brundage señala que algunos «penitenciales [medievales] ocasionalmente mencionaban el autoerotismo femenino y el lesbianismo. Trataban a la masturbación femenina de la misma manera que el acto masculino, si bien censuraban más los juegos sexuales femeninos que involucraran consoladores y otras ayudas mecánicas que lo que censuraban el uso masculino de dispositivos mecánicos en la masturbación».
Pierre Humbert afirma que: «Durante la Edad Media, la masturbación,—la llamada «suavidad»—, era considerada un pecado antinatural, pero para la inmensa mayoría de teólogos, sacerdotes y confesores, la ofensa era mucho menos grave que la fornicación, el adulterio o la sodomía, y en general preferían no hablar demasiado de ella para no sugerir su existencia a quienes no sabían de ella».
De acuerdo con Aurélie Godefroy, «De hecho, hasta el siglo XVIII, la masturbación no ocupó un lugar muy importante en la imaginación católica, donde la mayoría de las veces era llamada simplememente interruptus coitus», mientras que los protestantes la trataban de manera mucho más seria, como una desviación mayor.
Hablando sobre el teólogo católico disidente Charles Curran, James J. Walter y Timothy E. O'Connell afirmaron que «ya en 1968, Curran usó la idea [de la elección fundamental] como una forma de dar sentido al hecho de que la tradición católica haya sostenido durante tanto tiempo el que la masturbación es un uso indebido objetivamente grave de la sexualidad humana, cuando la evidencia estadística sugiere que la abrumadora mayoría de las personas,—incluyendo muchas cuyo comportamiento sugiere por lo demás una aproximación generosa y amorosa hacia la vida—, practican tal comportamiento. «¿Qué hacemos con esta paradoja?...» Curran sugiere que, por varias razones, la afirmación de que la masturbación implica un «asunto objetivamente grave» no es convincente. En tal sentido, su argumento se refiere al carácter objetivo de la acción y no a la naturaleza de la persona moral. Posteriormente, Curran afirmó en sus obras que: «En general, creo que la masturbación está mal, puesto que no integra la sexualidad al servicio del amor. La masturbación indica un fracaso en una integración total de la sexualidad en la persona. Esta equivocación no siempre es grave; de hecho, la mayoría de las veces no lo es... Los educadores católicos deberían enseñar abiertamente que la masturbación no siempre es un asunto grave y las más de las veces, especialmente para los adolescentes, no es tan importante... Con todo, el maestro no debería dejar al adolescente con la impresión de que no hay absolutamente nada de malo en la masturbación». En 1986, el Prefecto de la Congregación para la Doctrina de la Fe, Cardenal Joseph Ratzinger (luego, papa Benedicto XVI), le prohibió a Curran enseñar teología católica, debido a sus enseñanzas sobre «anticoncepción, esterilización, masturbación, divorcio y homosexualidad».
Un estudio encargado por la Sociedad Teológica Católica de América (CTSA por sus siglas en inglés) en 1972, pero no aprobado por su junta directiva al momento de su publicación en 1977, titulado Human Sexuality: New Directions in American Catholic Thought (Sexualidad humana: Nuevas direcciones en el pensamiento católico estadounidense), mostró que varios teólogos católicos disidentes habían llegado a sostener que un acto de masturbación no debería ser juzgado como un mal moral objetivo, sino evaluado dentro del contexto de vida de la persona involucrada. Los autores del libro adoptaron una perspectiva similar a la de Curran, sin llegar a decir que la masturbación no fuera un pecado, sino solo que «no todo acto de masturbación deliberadamente voluntario constituye necesariamente el grave asunto requerido para el pecado mortal». : 3 La reacción al estudio de 1977 mostró que la disidencia no era unánime, lo que provocó controversias dentro de la propia CTSA. : 73 En 1979, la Sagrada Congregación para la Doctrina de la Fe publicó una advertencia en la que deploraba las «conclusiones erróneas» del libro, identificaba «numerosas lecturas erróneas de las enseñanzas del Concilio Vaticano II» en él, y afirmaba que el libro disminuía «la moralidad del amor sexual a una cuestión de 'sentimientos, emociones [y] costumbres personales'». : 74 George Weigel reafirma que «estos errores teológicos llevaron a lineamientos prácticos que 'o se disocian de la enseñanza católica, o la contradicen directamente,' según lo enseñado por la máxima autoridad del magisterio de la Iglesia». : 74 
Si bien Curran podría llegar a afirmar que la masturbación podía ser moralmente aceptable bajo determinadas condiciones, para Richard A. Spinello, el papa Juan Pablo II no afirma que la masturbación sea siempre inmoral porque «el acto físico en sí mismo sea incorrecto y desordenado». No examina el acto físico como la única base para hacer un juicio moral. En Veritatis splendor, Juan Pablo II sostiene que «la moralidad del acto humano» se juzga considerando lo que uno elige racionalmente por «la voluntad deliberada» y por «el fin próximo». En su encíclica, escribe que: «Para poder captar el objeto de un acto que especifica moralmente tal acto, es necesario, por tanto, situarse en la perspectiva del actor». La masturbación no siempre incurre en pecado grave o pecado mortal, pero no se puede decir que la masturbación no sea «gravemente equivocada» ni que constituya «asunto grave». Joseph Farraher concluye que la masturbación incurre en pecado venial en caso de que «el acto se realice con solo una comprensión parcial o solo una elección parcial de la voluntad», o, en palabras de Harvey, «no hay pecado grave ... mientras se carezca de conciencia, como cuando está medio despierto, medio dormido, o cuando una persona se deja llevar por una pasión repentina y se descubre cometiendo el acto a pesar de la resistencia de la voluntad».
En su intento por explicar la Teología del cuerpo de Juan Pablo II, Anthony Percy escribe en su libro que «la pornografía y la masturbación representan la destrucción del significado simbólico y nupcial del cuerpo humano... Dios da energía erótica a todos los hombres y mujeres. Lo llamamos impulso sexual. Esto es bueno y forma parte de tal atracción entre hombres y mujeres, que en sí misma forma parte del sentido nupcial del cuerpo. La energía sexual, por lo tanto, necesita encontrar una salida en el amor, no en la lujuria... En la masturbación, esa energía erótica se concentra en uno mismo... La masturbación, por tanto, es un símbolo, no de amor, sino de soledad». Jeffrey Tranzillo añade, para explicar: «Cuando quiera que un hombre y una mujer empleen el cuerpo para simular amor o autenticidad por razones que en última instancia sean egoístas y, por lo tanto, destructivas para sí mismos y para los demás, falsifican el lenguaje para el que fue creado. Eso es lo que subyace al pecado del adulterio». Afirma que «tal mal uso del cuerpo subyace asimismo a otros pecados sexuales tales como la anticoncepción, la masturbación, la fornicación o los actos homosexuales».

#### Protestantismo
Según Brian F. Linnane, "hasta el siglo XX, las normas morales efectivas sobre el comportamiento sexual eran similares para protestantes y católicos, si bien las justificaciones de tales normas podrían ... ser bastante diferentes... Para los dos grupos, la expresión sexual se limitaba al matrimonio heterosexual, monógamo y de por vida. El sexo prematrimonial, el adulterio, las relaciones homosexuales, la masturbación y el uso de métodos anticonceptivos fueron todos proscritos por las iglesias cristianas." Rainer Brandes apunta que: "Durante un largo tiempo la teología protestante ha puesto la sexualidad exclusivamente al servicio de la reproducción." Adrian Thatcher afirma que los protestantes históricamente consideraban la masturbación como pecado, si bien "apelan directamente a la Biblia siempre que les sea posible."
Reformadores protestantes como Martín Lutero, fundador de las Iglesias luteranas, o Juan Calvino, fundador de las Iglesias reformadas, condenaron la masturbación en sus escritos. De igual manera, un precursor de los reformadores, Girolamo Savonarola, creía que la masturbación era pecado mortal.

##### Luteranismo
Martín Lutero, el reformador protestante, consideraba inmoral a la masturbación. Escribió que "sentía lástima por esas pobres chicas y varones que son atormentados en la carne por las noches."
Lutero veía a la masturbación como un pecado más terrible que la violación heterosexual, en tanto tal violación se consideraba "de acuerdo con la naturaleza,",mientras que la masturbación era en cambio "antinatural." También veía a la masturbación y el coitus interruptus como actos iguales a los de matar a los niños antes de que tengan oportunidad de nacer, y por tanto, para él, la masturbación era básicamente lo mismo que el aborto.
Lutero argumentaba que el acto conyugal es una manera de evitar el pecado de la masturbación: "La naturaleza nunca se rinde... todos somos impulsados al pecado secreto. Para decirlo de manera cruda pero honesta, si no queda dentro de una mujer, queda en tu camisa."

Lutero, citando al apóstol Pablo, expone su caso:  
«"Pues es mejor casarse que arder de pasión". No tengo ninguna duda de que cualquiera que quiera vivir castamente, aunque sea soltero y sin gracia especial alguna para ello, entenderá estas palabras y lo que transmiten. Porque San Pablo no habla de asuntos secretos, sino del sentimiento común y bien conocido de todos aquellos que viven castamente fuera del matrimonio pero no tienen la gracia de lograrlo. Pues él atribuye esta pasión ardiente a todos los que viven castamente pero sin la necesaria gracia, y no prescribe otra medicina que el matrimonio. Si no fuera tan común o si no hubiera ningún otro consejo por brindar, no habría recomendado el matrimonio. A esto se le conoce en alemán como "la enfermedad secreta," pero esta expresión tampoco sería tan común si realmente fuera rara la dolencia... Tampoco puede haber duda de que aquellos que tienen la gracia de la castidad aún sienten a veces malos deseos y son tentados. Pero es transitorio, y por tanto, su problema no es este ardor. En resumen, "arder de pasión" es el calor de la carne, que brama sin cesar, y la atracción diaria hacia la mujer o el hombre; encontramos esto donde no hay deseo y amor por la castidad. Las personas sin este ardor son tan pocas y distantes como aquellas que tienen la gracia de Dios para la castidad. Ahora bien, ese ardor es más fuerte en unos y más débil en otros. Algunos entre ellos sufren tanto que se masturban. Todos estos deben estar en la propiedad de casados. . . Si hacen sus necesidades fuera del matrimonio, entonces los dolores de conciencia pronto estarán allí, y este es el tormento más insoportable y el más miserable de los bienes terrenales. Este es el resultado inevitable, que la mayoría de los que viven sin matrimonio y sin gracia en el celibato se ven obligados a pecar corporalmente en la falta de castidad, y los demás se ven obligados a la castidad exterior y la falta de castidad interior. Los primeros deben llevar una vida condenable, los segundos una vida impía e inútil. ¿Y dónde están los gobernantes espirituales y seculares que consideran la difícil situación de estas pobres almas? Todos los días están ayudando al diablo a aumentar esta miseria con sus presiones y compulsión».

##### Reformado
Juan Calvino, el fundador de la tradición de la reforma (que incluye a las iglesias reformadas continentales, presbiteriana, congregacional y muchas anglicanas), enseñaba que el pasaje de Onán condenaba en realidad el coitus interruptus. En su Comentarios sobre el Génesis (1554), Calvino afirma que «el derramamiento voluntario de semen fuera del coito entre hombre y mujer es algo monstruoso. Separarse deliberadamente del coito para que el semen caiga al suelo es doblemente monstruoso». Calvino se oponía enérgicamente a la masturbación.
Para los cristianos reformados, la masturbación llegó a ser considerada, al menos desde el siglo XVII, una gran desviación, como se evidencia en los escritos del calvinista Richard Capel: «La polución de sí mismo es el peor y más contaminante de los pecados de impureza». Los protestantes en esta época consideraban la masturbación de manera mucho más seria que los católicos.
De acuerdo con Humbert, «los protestantes, al redescubrir la Biblia, habían actualizado las nociones veterotestamentarias de la religión judía, y entre ellas el requisito de la pureza... En la exégesis calvinista de la Biblia, los niños se ven afectados por el pecado original desde el momento mismo de su nacimiento, de manera que los padres debían empezar temprano a darles una educación estricta sobre la moral apropiada. En este contexto, esto explica la insistencia en erradicar la menor caricia observada, la menor debilidad, y desde la más tierna edad». Los calvinistas suizos se encontraban en una frenética misión de búsqueda de la pureza y consideraban que el placer sexual gratuito era una abominación.
Las ideas de Calvino permearon Ginebra e tuvieron en influencia sobre las opiniones de los hugonotes respecto a la masturbación. Por ejemplo, «Para Rousseau, el moralista puritano y ciudadano de la república teocrática fundada por Juan Calvino, la masturbación es exclusivamente la actividad de una imaginación erótica inflamada; no es una expresión legítima o aceptable de la sexualidad, sino una autoindulgencia perversa y estéril que agota las energías propias y destruye la salud física y mental».
En los Estados Unidos, la influencia de Calvino y los puritanos en las actitudes hacia la sexualidad femenina, incluyendo la masturbación, se empezó a erosionar gradualmente a partir del final del siglo XVIII y comienzos del siglo XIX y en adelante: «el movimiento por el control de la natalidad, la campaña por el sufragio femenino, el movimiento por el amor libre, y finalmente la necesidad de mano de obra femenina en las fábricas comenzó a contrarrestar la influencia de Juan Calvino, los Mathers [es decir, Richard, Increase y Cotton] y la "Sra. Grundy" [un nombre figurativo en el idioma inglés para referirse a alguien extremadamente mojigato o remilgado, o demasiado temeroso de lo que otros puedan pensar]».
Los calvinistas son conocidos por su rigor moral y su estricta adherencia a los estándares morales bíblicos. En efecto, «iglesias moldeadas en la tradición calvinista han típicamente establecido estándares de conducta extremadamente altos».
Los pastores calvinistas tradicionalistas de la Iglesia protestante unida de Francia (EPUdf), creen que la masturbación es pecado y afirman que: «La masturbación... no es una de las prohibiciones de Dios, por lo que no se puede afirmar que la Biblia defina claramente la masturbación como un pecado. No obstante, la Biblia presenta de manera incuestionable el lugar de la vida sexual en el contexto de una pareja comprometida y fiel (véase Mateo 19:12). Y nos exhorta a que nuestras acciones y pensamientos correspondan a este ideal. La práctica masturbatoria y los pensamientos que pueden acompañarla no corresponden obviamente a tal ideal, y son en este sentido pecado. Desde luego, no siempre respondemos a la perfección a la que Dios nos llama... pero buscar la perfección es el llamado del cristiano, para dar gloria a Dios (1 Corintios 6:20) pues esta es nuestra vocación como hombres creados a imagen de Dios, y el camino de vida para hoy y en la perspectiva de la eternidad. La masturbación no es el acto de un cristiano consumado, llamado a vivir la bendición del matrimonio y a llevar a satisfacer a su pareja en este escenario (1 Corintios 7:5)».
En contraste, una línea más liberal de pensamiento dentro de la EPUdf es representada en L'Oratoire du Louvre en París. De acuerdo con su sitio web, esta parroquia cree que la masturbación no es pecaminosa, siempre y cuando el acto no se realice con un espíritu de rebelión en contra de Dios y siempre que no se haga adictivo.
En Suiza, los teólogos calvinistas liberales Michel Cornuz, Carolina Costa y Jean-Charles Bichet han afirmad que la masturbación no es un pecado, siempre y cuando no implique el uso de pornografía.
En un informe de 1991 sobre la sexualidad humana, la Iglesia presbiteriana (EE. UU.) declaró que «las iglesias tienen que repudiar actitudes históricamente dañinas hacia la masturbación y reemplazarlas con afirmaciones positivas del rol de la masturbación en la sexualidad humana».
La Décima Iglesia Presbiteriana de Filadelfia, afiliada a la Iglesia Presbiteriana en América, más conservardora, argumenta, en contraste con la Iglesia presbiteriana (EE. UU.), que la masturbación es pecado.
El doctor G. A. van Ginkel, perteneciente a la Iglesia protestante en los Países Bajos declaró, al ser interrogado sobre si era pecaminoso masturbarse si uno no estaba casado y fantaseaba con una chica soltera: «Lo que es fundamental es que veas tu cuerpo como si no fuera tuyo. ¡Tu vida le pertenece al Señor! Tu cuerpo es templo del Espíritu Santo. Dios odia la impureza. Puede que esto suene duro, pero la Palabra de Dios habla con claridad cuando se trata de esto. ¡Sería mejor si pudieras proyectar tu deseo en el amor sincero y fidelidad a ella que Dios te da!   Pero hay un problema ahí. No la tienes a ella. No estás casado. ¡Y tal vez no quieras en absoluto a una mujer de la mano de Dios!? Quieres proyectar tu fantasía sexual en una mujer soltera. En tu mente «hacerlo» con ella. Centrado en ti mismo. Con todo y lo entendible que esto sea, no es una buena solución... Buscas legitimidad bíblica y crees que esta radica en el hecho de que la Biblia no menciona la autogratificación. (El pasaje sobre el pecado de Onán no tiene nada que ver con la autogratificación). Sin embargo, la Biblia sí habla de una vida santa y centrada en Dios. Pablo escribe a la iglesia de Corinto: Todo lo que hagáis, hacedlo para la gloria de Dios. Pensando solo en este versículo, no tienes legitimidad bíblica para tus proyecciones sexuales. Ora para que Dios esté de tu lado, con quien puedas vivir la vida en honor de Su Nombre. ¡Esto incluye tu vida sexual! ¡Esto es deseable!».
El sitio web calvinista conservador estadounidense, Reformed Answers (Respuestas Reformadas), argumenta que la masturbación solo es pecado cuando implica fantasías lujuriosas hacia alguien que no sea el cónyuge de la persona: «... si un acto de masturbación expresa el pecado de la lujuria, entonces tal acto de masturbación puede ser condenado como pecaminoso. Con todo, este argumento no puede condenar los actos de masturbación que no expresan el pecado de la lujuria». El sitio web señala que sólo es posible oponerse a la masturbación por motivos morales, no naturales: «Algunos arguyen que la masturbación está mal sobre la base de la naturaleza. Esto es, de una manera similar al argumento basado en el pecado de Onán, afirman que Dios no diseñó el cuerpo humano y el sistema reproductivo para funcionar de esta manera, que la revelación general de Dios en la naturaleza condena la práctica. Este es un argumento débil en el mejor de los casos. De hecho, hay alguna evidencia de lo contrario. Por ejemplo, muchos seres humanos aprenden a masturbarse sin que se lo hayan enseñado jamás o sin haber oído hablar de ello. Parecería ser su impulso «natural». Más aún, los seres humanos están naturalmente equipados con las partes del cuerpo necesarias para lograr la masturbación (a diferencia de la mayoría de animales). Podría argumentarse sobre estas bases que la masturbación es natural. Además, la mayoría de protestantes rechazan la idea de que lo natural sea necesariamente bueno, especialmente a la luz de nuestra «naturaleza pecaminosa». Este es simplemente un fundamento débil sobre el cual basar los argumentos en contra de la masturbación».
El escritor reformado estadounidense Jay E. Adams afirma que «la masturbación es claramente equivocada en tanto constituye una perversión del acto sexual», citando 1 Corintios 7: 3-4 para sustentar su argumento.
Otro estadounidense, C. Matthew McMahon (de Puritan Publications), argumenta que: «...si cualquier forma de pecado es producto de la lujuria, entonces es un acto malvado y perverso. Si un hombre se masturba mientras ve una película sensual, entonces ha pecado. Cuando la masturbación surge de un sentido de esta necesidad de alivio físico debido a pensamientos impuros, es pecado. Esto es fácil de entender y bíblicamente innegable... El amor propio, convertido en lujuria, está en la raíz de la masturbación... En cambio, el hombre cristiano debe poner en marcha una actitud de santidad y pureza, en vez de una de impureza y corrupción. Cuando hace esto, entonces «practica lo que predica». Aunque diga que la santidad es correcta y buena, también tiene que vivir de esa manera. Surge la pregunta, y tiene que ser respondida «¿Se condena la masturbación en sí misma?... ¿Es, en sí misma, un pecado? Estoy convencido bíblicamente de que la masturbación... sólo puede lograrse a través de la lujuria».
McMahon afirma asimismo que: «La necesidad de un tratamiento bíblico de la lujuria y la masturbación es necesaria. Satanás ha disfrazado convenientemente este tema "espantoso" como algo que no debe mencionarse y de lo que nunca se debe predicar. La respuesta de la iglesia ante esto es un ensordecedor silencio... A veces se alude al tema de la lujuria, pero nunca es desarrollado en una «doctrina» precisa de la enseñanza bíblica sobre la lujuria y la masturbación, que realmente se desarrolla en un estudio sobre los frutos del Espíritu (amar a Cristo más que a sí mismo, y autocontrol)... Puesto que tenemos una desesperada necesidad de enseñanzas bíblicas sobre esta materia, recurrimos a la iglesia para que nos enseñe lo que significa ser puro sexualmente. Sin embargo, los hombres cristianos que luchan con este pecado reciben escasa ayuda práctica de parte de su iglesia local».
Lo que está claro es que los calvinistas se oponen a los «tocamientos sexuales» (incluyendo la masturbación mutua) entre personas solteras, incluso si están comprometidas una con el otro, en tanto se considera una forma de fornicación.

##### Anglicanismo
La Iglesia de Inglaterra no tiene una posición respecto a si la masturbación debe considerarse un pecado o no.
Históricamente, en 1948, un escritor del periódico anglicano inglés Church Times escribía que: «Todos los moralistas cristianos condenan la masturbación en tanto implica el uso solitario y esencialmente individualista de actividades sexuales destinadas a utilizarse en asociación. Desprecia la verdad de que con estas facultades Dios brinda medios fisiológicos para ejercerlas en un acto conjunto y común».
En 1945, se nombró una Comisión Arzobispal para estudiar el asunto de la inseminación artificial humana. El informe resultante, publicado en 1948, «discute la legitimidad de la masturbación en este contexto, concluyendo que si bien la masturbación daña la unidad natural del acto sexual, su uso como último recurso es justificable. "El acto que produce el fluido seminal, siendo en esta instancia dirigido hacia la realización (imposible sin él) del fin procreador del matrimonio, pierde su carácter de auto-abuso. Desde esta perspectiva, no puede ser la voluntad de Dios el que un esposo y una esposa permanezcan sin hijos simplemente porque un acto de este tipo sea requerido para promover la concepción"».
En una carta al Masson del 6 de marzo de 1956, el escritor anglicano C. S. Lewis escribe que: «Para mí, el verdadero mal de la masturbación radicaría en que requiere un apetito que, en uso legal, lleva al individuo fuera de sí mismo para completar (y corregir) su propia personalidad en la ajena (y finalmente en hijos y hasta en nietos) y la revierte; devuelve al hombre a la prisión de sí mismo, para mantener allí un harén de imaginarias novias... La masturbación implica este abuso de la imaginación en asuntos eróticos (lo que creo es en sí mismo malo) y por lo tanto alienta un abuso similar de la misma en todas las esferas. Después de todo, el trabajo casi principal de la vida es salir de nosotros mismos, de la prisioncita oscura en la que todos nacemos. La masturbación debe evitrarse como deben evitarse todas las cosas que retardan este proceso. El peligro es el de llegar a amar la prisión».
De acuerdo con un sitio web católico, muchos libros anglicanos sobre sexo y matrimonio en la actualidad abogan por la masturbación.

#### Restauracionismo

##### Testigos de Jehová
Los Testigos de Jehová enseñan que la masturbación es un hábito que constituye una «forma de impureza», que «fomenta actitudes que pueden corromper la mente».

##### La Iglesia de Jesucristo de los Santos de los Últimos Días
En muchas ocasiones a lo largo de más de un siglo, líderes de la Iglesia de Jesucristo de los Santos de los Últimos Días (Iglesia SUD) han enseñado que, como parte de la obediencia al código de conducta conocido como la ley de castidad, sus fieles no deben masturbarse. : 80–127  La Iglesia SUD pone gran énfasis en la ley de castidad, y se exige un compromiso de seguir tales estándares sexuales para recibir el bautismo, y para recibir o mantener una recomendación para el templo. Asimismo, es parte de los pactos que devotos juran cumplir en la ceremonia de investidura. Mientras se desempeñaba como presidente de la iglesia, Spencer W. Kimball enseñó que la ley de castidad incluía «la masturbación... y todo pecado oculto y secreto y todos los pensamientos y prácticas impíos e impuros». Antes de salir de misión, se exige que los jóvenes abandonen la práctica, pues se cree que es una puerta de entrada al pecado que nubla la sensibilidad a la guía del Espíritu Santo. La primera mención pública sobre la masturbación por parte de un líder general de la iglesia a una amplia audiencia de la que queda registro fue hecha en 1952 por parte del apóstol J. Reuben Clark, y menciones recientes notables incluyen algunas en 2013 y 2016.
Si bien la retórica se ha suavizado y se ha hecho menos directa, la mayoría de las perspectivas de los mormones no se corresponden con las de los principales líderes de la iglesia. : 118 Con todo, la prohibición de la masturbación sigue vigente, aunque qué tanto se enfatiza y las opiniones de los líderes locales varían. : 118 Durante las llamadas «entrevistas de dignidad» regulares, los fieles de la iglesia SUD, incluyendo adolescentes, deben confesar a los líderes de la iglesia cualquier pecado sexual (como la masturbación) para ser considerados dignos de participar en el sacramento y los ritos del templo. : 118 Ocasionalmente, se les pregunta específicamente sobre sus hábitos de masturbación.

### Islam
En el Islam, la masturbación (en árabe: استمناء‎, romanizado: istimnā’) está prohibida, según la mayoría de las opiniones de los eruditos. Según Hoseini, a lo largo del Corán hay varios versículos sobre el matrimonio y cuestiones sexuales relevantes que incluyen la masturbación. Hoseini cita el Corán (23: 5-7): «Y que preservan su castidad, excepto con sus esposas o con lo que poseen sus manos derechas, por lo que no deben ser reprochados; mas quienes buscan algo más allá, ésos son los transgresores» La última frase subraya que cualquier gratificación sexual fuera del marco mencionado en el versículo anterior se considera una transgresión de la ley de Dios. El imán Ya'far as-Sadiq, al preguntársele una vez por la perspectiva del Corán sobre la masturbación, recitó el versículo anterior y mencionó la masturbación como uno de sus ejemplos, y calificó a la masturbación de acto indecente.
En tanto la masturbación está prohibida en el islam, existen varias recomendaciones para impedirlo, que incluyen a casarse, o ayunar, rezar u otras prácticas piadosas en el caso de las personas solteras.
No obstante, un punto de vista minoritario dentro de algunas de las escuelas de pensamiento islámicas permite la masturbación como alternativa a la zina (fornicación), o en los casos en que el matrimonio es imposible. El baño (gusl) es obligatorio después de cualquier tipo de descarga seminal, como resultado de relaciones sexuales, de la masturbación o de emisiones nocturnas (sueños húmedos).

### Judaísmo
Maimónides escribió que el Tanaj no prohibía de manera explícita la masturbación. Con respecto al asunto de la masturbación, los judíos interpretan tradicionalmente que la historia bíblica de Onán versa sobre la eyaculación por fuera de la vagina y su consecuente condena,aplicando esta historia a la masturbación, si bien el Tanaj no declara explícitamente que Onán se estuviese masturbando. Con base en el caso de Onán, el judaísmo tradicional condena la masturbación [masculina].
Levítico 15:16-18 establece que cualquier varón que emita semen se considera ritualmente impuro, sea que la emisión se haya producido por masturbación, por polución nocturna o por relaciones sexuales entre parejas heterosexuales casadas. La interpretación rabínica tradicional del Levítico 15 era que se aplica a todos los flujos de esperma, incluidos los flujos de esperma debidos a la masturbación. Aparte de esta impureza ritual, no se especifican consecuencias ni castigos.

## Religiones indias e iranias

### Hinduismo
Según el hinduismo, la búsqueda del Kāma es uno de los cuatro objetivos de la vida humana. Los textos hinduistas conceden una gran importancia a la pureza sexual como parte de una vida santa, pero no es claro a partir de tales textos si la masturbación constituye una violación de la pureza sexual. Con excepción de las personas que han hecho voto de Brahmacharya, los hindúes son libres de tener actividades sexuales (solo después del matrimonio).
La masturbación está pues prohibida solo para aquellos que han jurado observar una vida célibe y para la primera etapa de la vida de un hombre (brahmacharyam), desde la infancia hasta la adolescencia, cuando se espera que los chicos se concentren en estudiar.  Para el hinduismo, la vida comienza en el Brahmacharya en el que se les motiva a que avancen castamente en las áreas educativas y espirituales para prepararse para una vida que promueva su dharma y karma; sólo una vez que alcanzan la etapa de Grihastya o «cabeza de familia», que comienza con el matrimonio, pueden buscar kama y artha a través de sus vocaciones. Tradicionalmente, a cualquiera que se masturbara se le animaba a emprender una ligera penitencia, como bañarse, adorar al sol y ofrecer oraciones.
Si bien el hinduismo no es claro respecto a la masturbación, Ramanathan y cols. (2014) señalan que existe un gran tabú y muchos sentimientos de culpa entre los jóvenes hindúes respecto a la masturbación. Estos autores sugieren que tales reacciones no se deben a la religión hinduista, sino a la influencia de la medicina ayurvédica, según la cual el semen es el fluido corporal más importante del cuerpo y perderlo reduciría la masculinidad, la fuerza y la potencia sexual, llevando a problemas de salud físicos y mentales. Estos autores sugieren que los tabúes y prejuicios contra la masturbación pueden también deberse a las influencias moralistas del gobierno británico durante los tres siglos de dominación.

### Budismo
La formulación más utilizada de la ética budista son los Cinco Preceptos. Estos preceptos asumen la forma de compromisos personales voluntarios, no de mandamientos o instrucciones divinas. El tercer precepto es el de «abstenerse de cometer faltas sexuales». No obstante, diferentes escuelas de budismo tienen diferentes interpretaciones de lo que constituye conductas sexuales inapropiadas.
El Buda Gautama presentó al budismo como un método por el cual las personas podían poner fin al dukkha (sufrimiento) y escapar samsara (existencia cíclica). Normalmente esto implica la práctica de la meditación y seguir las Cuatro nobles verdades y el Noble camino óctuple como una manera de dominar las pasiones que, junto con los skandhas (o cinco agregados), son la causa del sufrimiento y el ciclo de renacimientos. La masturbación (en pali: sukkavissaṭṭhi) se considera, en consecuencia, problemática para una persona que desea alcanzar la liberación. Según una charla del lama Thubten Zopa Rinpoche, es importante abstenerse de «las relaciones sexuales, incluyendo la masturbación, cualquier acción que produzca un orgasmo, etc., porque esto da como resultado una reencarnación». El lama aclara que: «Por lo general, la acción que es lo opuesto al precepto trae el resultado negativo opuesto, nos aleja más de la iluminación y nos mantiene más tiempo en el samsara».
Shravasti Dhammika, un monje theravada, cita el Vinaya-pitaka en su «Guía del budismo de la A a la Z» en línea, y afirma lo siguiente:

La masturbación (sukkavissaṭṭhi) es el acto de estimular los propios órganos sexuales (sambādha) hasta el orgasmo (adhikavega). En el Kāma Sūtra la masturbación masculina se denomina «apoderarse del león» (siṃhākāranta). Algunas personas de la época de Buda creían que la masturbación podía tener un efecto terapéutico sobre la mente y el cuerpo (Vin. III, 109), aunque Buda no estaba de acuerdo con ello. Según el Vinaya, masturbarse es un delito de cierta gravedad para los monjes o monjas (Vin. III, 111), aunque Buda no dio ninguna orientación al respecto a los laicos. Sin embargo, el budismo podría estar de acuerdo con la opinión médica contemporánea de que la masturbación es una expresión normal del impulso sexual y es física y psicológicamente inofensiva, siempre y cuando no se convierta en una preocupación o un sustituto de las relaciones sexuales ordinarias. La culpa y el autodesprecio por masturbarse son sin duda más perjudiciales que la masturbación en sí.

Independientemente de sus opiniones con respecto a los no budistas, el Buda ciertamente animó a sus discípulos serios a limitar su conducta sexual o abrazar el celibato. En efecto, el énfasis en la castidad en el budismo es fuerte para bhikkhus y bhikkhunis (monjes y monjas renunciantes), quienes hacen voto de seguir las reglas del Vinaya. No solo los monásticos practican el celibato, sino que también hacen votos cada vez más estrictos para conquistar sus deseos. En la tradición theravada, también se enfatiza que la masturbación es nociva para  upāsakas y upāsikās (es decir, laicos devotos) que practican los Ocho preceptos en los días de Uposatha, llevando un estilo de vida más ascético que no permite la masturbación. La masturbación es caracterizada explícitamente como una mala conducta sexual en el Upāsakaśīla sūtra:

"Si el sexo se practica en momentos inapropiados (momentos no permitidos por los preceptos), o [en] lugar[es] inapropiado[s] (lugares no permitidos por los preceptos), o con no mujer[es], o con virgen[es], o con una esposa casada, o si el sexo se relaciona con el propio cuerpo, se conoce como mala conducta sexual"

Con todo, algunos escritores contemporáneos sobre budismo sugieren que la masturbación es esencialmente inofensiva para un laico.

### Zoroastrismo
El acto de la masturbación es llamado Shoeythra Gunaah, o Shoithra-gunah en el zoroastrismo, término que también puede usarse para referirse al onanismo.
El Avesta, el libro sagrado del zoroastrismo, con su énfasis en la higiene física, incluye a la masturbación voluntaria entre los pecados imperdonables que se pueden cometer. Los Versos 26-28 de Fargard VIII, Sección V del Vendidad señalan que:

¡Oh Hacedor del mundo material, tú Santo! Si un hombre emite involuntariamente su simiente, ¿cuál es la pena que deberá pagar?

Ahura Mazda respondió: 'Ochocientos azotes con el Aspahê-astra, ochocientos azotes con el Sraoshô-karana.
¡Oh Hacedor del mundo material, tú Santo! Si un hombre emite voluntariamente su simiente, ¿cuál es la pena por ello? ¿Cuál es la expiación? ¿Cuál es la limpieza?
Ahura Mazda respondió: 'Por ese acto no hay nada que pueda pagar, nada que pueda expiar, nada que pueda limpiarlo; es una transgresión para la cual no hay expiación, por los siglos de los siglos'.
¿Cuándo es así?

Es así, si el pecador es un profesor de la ley de Mazda, o alguien que ha sido enseñado en ella. Pero si no es profesor de la ley de Mazda, ni uno que ha sido enseñado en ella, entonces esta ley de Mazda quita su pecado de él, si él lo confiesa y resuelve nunca cometer de nuevo tales hechos prohibidos.

El erudito Sorabji Edalji Dubash también ha escrito:
Si un hombre recurre a la práctica malvada de la masturbación para vencer su pasión, sus tejidos, tanto musculares como nerviosos, se relajan en tono. Debido a la pérdida de tejido muscular, apenas si es capaz de soportar el esfuerzo requerido para el desempeño de sus deberes diarios. Pero es el tejido nervioso el que más sufre, en tanto su memoria falla, su intelecto se embota, se vuelve malhumorado e irritable, y evita la agradable compañía de sus amigos y parientes, y en consecuencia se vuelve sujeto a la melancolía. Su mente se agota pronto tras una ligera aplicación y se pierde su poder de conservar impresiones. Si se vuelve sujeto a la melancolía, a veces intenta suicidarse. Cuando consideramos estos efectos perversos que son resultado de a la masturbación, no hay necesidad de preguntarse por qué se le considera un crimen inexpiable.
La masturbación también se considera un Drujih-I-Buji (lit., una desviación causada por fluidos corporales) que es causado por la descarga menstrual de una mujer si no se toman las precauciones adecuadas. Así también enumerados en la oración expiatoria de Dasturan Dastur Adarbad Mahrespand caen bajo Drujih-i-Buji. Se afirma que un conocimiento correcto del Drujih-I-Buji y sus efectos nocivos salva a los jóvenes en la edad de la pubertad de las garras de la masturbación.
En la historia de Yamshid y Taxmoruw (Tahmuras) que se conserva en un rivayat en parsi, se describe a Ahriman como un masturbador.
También se dice que los pecadores en el infierno zoroastriano se ven obligados a defecar y masturbarse continuamente.

## Religiones de Asia oriental

### Taoísmo
Algunos maestros y practicantes de la medicina china tradicional, y las artes meditativas y marciales taoístas creen que la masturbación puede causar una disminución del nivel de energía en los hombres. Creen que la eyaculación reduce el «qi de origen» del dantian, el centro energético ubicado en la parte inferior del abdomen. Algunos afirman que tener sexo con una pareja no produce esto en tanto la pareja repone or rellena el qi del otro. Por lo tanto, algunos practicantes creen que los hombres no deben practicar artes marciales durante al menos 48 horas tras masturbarse, mientras que otros prescriben hasta seis meses, en tanto la pérdida del qi de origen no permite que se cree un nuevo qi durante este tiempo.[cita requerida]
Algunos taoístas opinaban enérgicamente en contra de la masturbación femenina. Se alentaba a las mujeres a que practicaran técnicas de automasaje, pero también se les indicaba que evitaran tener pensamientos sexuales si sentían una sensación de placer. De otra manera, los «labios vaginales de la mujer se abrirán de par en par y fluirán las secreciones sexuales». De pasar esto, la mujer perdería parte de su fuerza vital, lo que podría traer enfermedades y acortar su vida.

## Wicca
Wicca, como otras religiones, tiene adeptos que creen un espectro de perspectivas que van desde conservadoras hasta liberales. Wicca generalmente no es dogmática, y no hay nada en la filosofía Wicca que prohíba la masturbación. Por el contrario, la ética wicca, resumida en la Rede Wicca reza que «Mientras no dañes a Nadie, Haz tu voluntad», que muchos interpretan como un soporte a actividades sexuales responsables de todas las variedades. Esto se refuerza en la Carga de la Diosa, una pieza central de la literatura wiccana, en la que la Diosa dice, «todos los actos de amor y placer son mis rituales».